# Черезов, Аркадий Степанович
Арка́дий Степа́нович Черезов (1923—1943) — участник Великой Отечественной войны, лётчик-штурмовик, командир звена 78-го гвардейского штурмового авиационного полка (2-й гвардейской штурмовой авиационной дивизии, 16-й воздушной армии, Центрального фронта), гвардии лейтенант, Герой Советского Союза (посмертно).

## Биография
Родился 15 мая 1923 года в селе Валамаз (ныне Красногорского района, Удмуртия). Был последним из семерых детей. Рано остался без родителей. Окончил семь классов в Валамазе, затем учился в ижевской школе № 24 и в Ижевском аэроклубе. В 1941 году окончил Балашовскую военную авиационную школу лётчиков.
В действующей армии — с мая 1942 года. Участвовал в Сталинградской битве. Заходя в тыл вражеской авиации, бомбил танковые подкрепления. За успешные боевые действия был удостоен ордена Красной Звезды. В 1943 году вступил в ВКП(б).
С 5 июля 1943 года — в Курской битве. Совершал по нескольку вылетов в день, нанося тяжёлые удары противнику. 10 июля был удостоен ордена Красного Знамени.
19 июля при штурмовке скопления танков у села Ломовец Троснянского района зенитный снаряд попал в бензобак самолёта. Аркадий Степанович вместо покидания самолёта направил горящий самолёт в танковую колонну, причинив противнику значительный урон.
13 апреля 1944 года был посмертно удостоен звания Герой Советского Союза и награждён орденом Ленина.

## Память
В Валамазе поставлен памятник герою, есть улица его имени. В 2007 году Валамазской библиотеке присвоено имя героя. В Ижевской школе № 24 создан музей героя, на здании школы установлена мемориальная доска.

Память
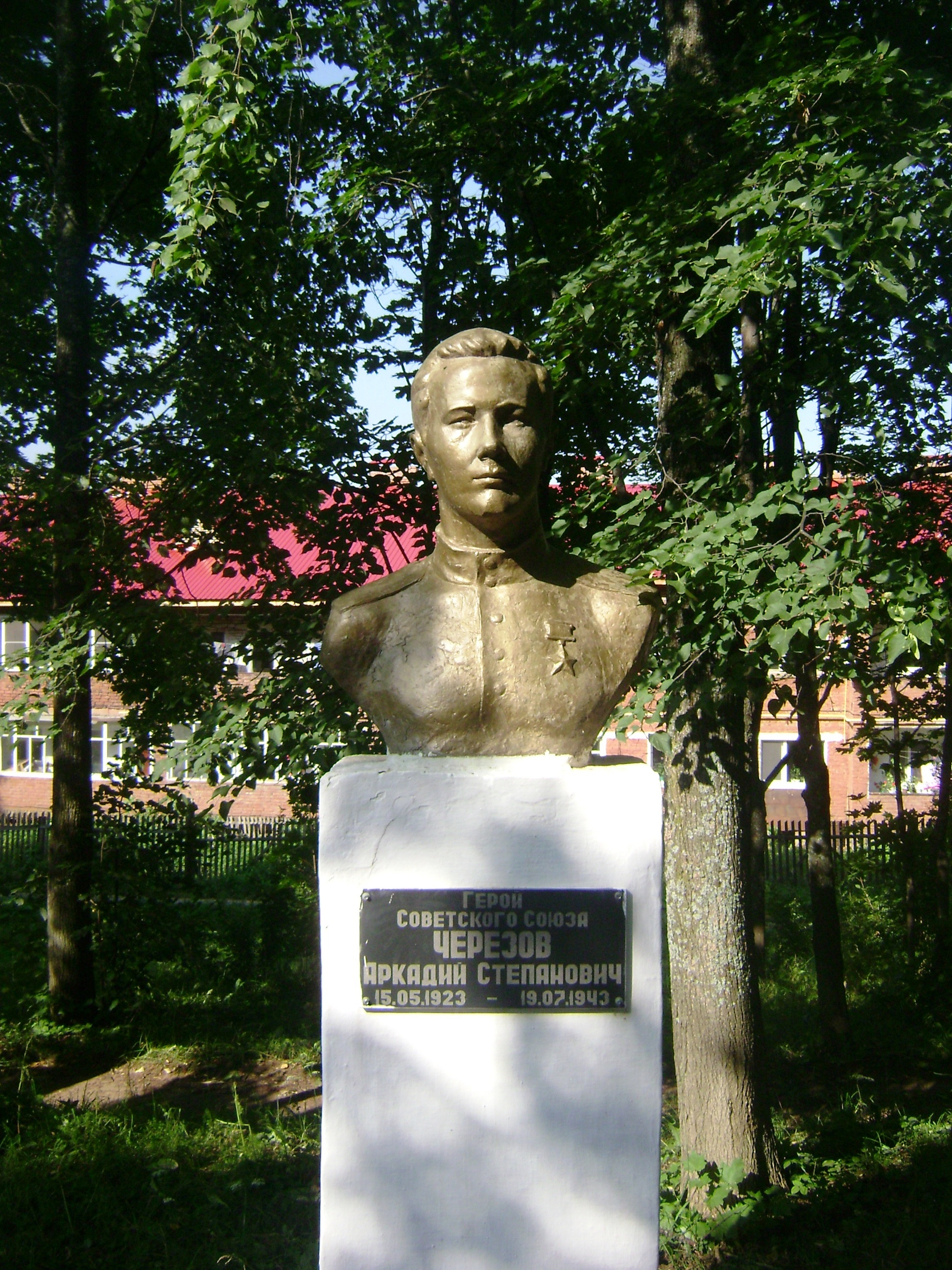
Бюст в Сквере Героев села Красногорского
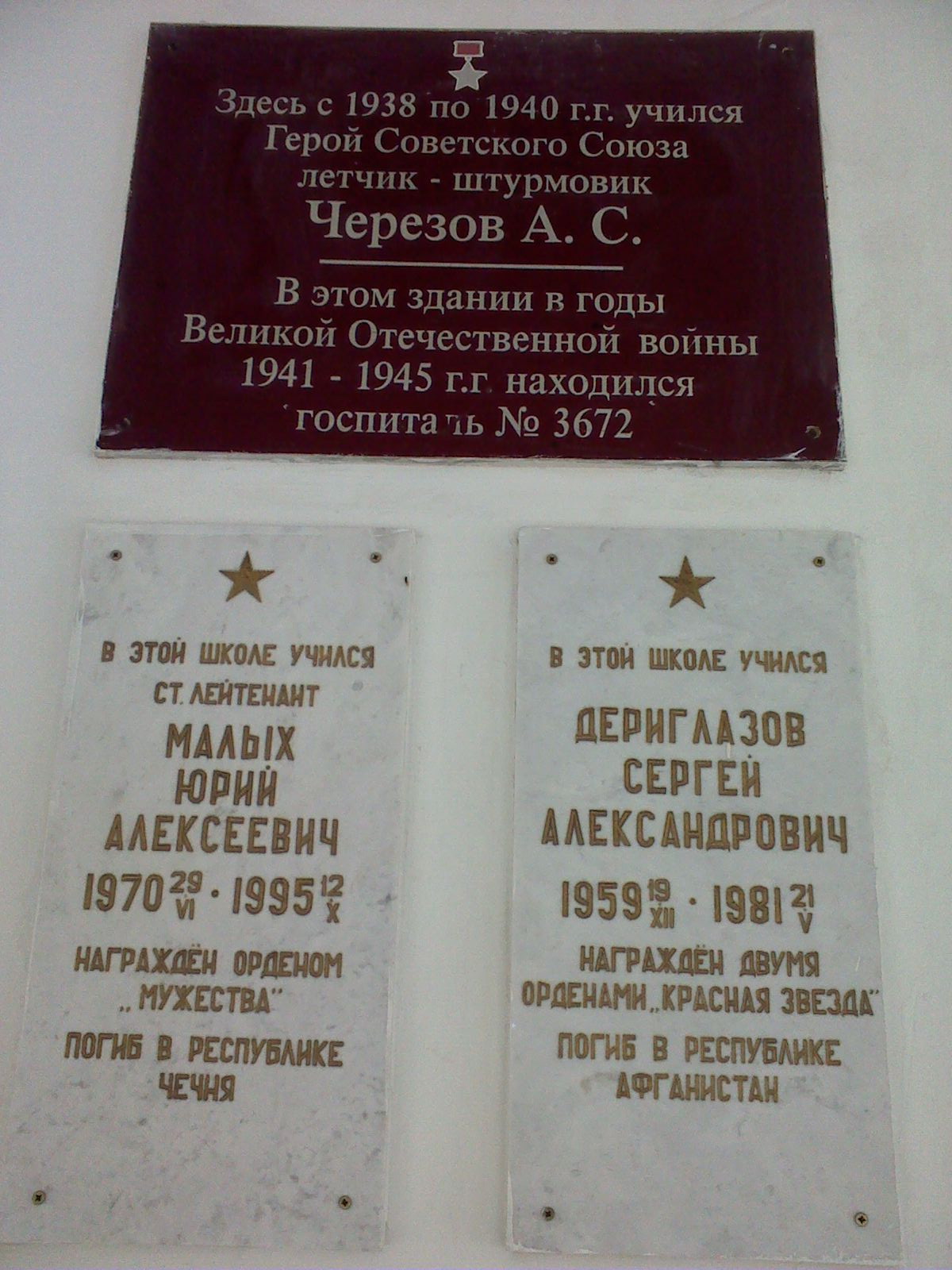
Мемориальная доска в Ижевске